# Ouya
O Ouya (estilizado OUYA) foi um microconsole de jogos eletrônicos da oitava geração de código aberto com o sistema Android, lançado em 2013, idealizado por Julie Uhrman com orientações de Ed Fries (co-criador do Xbox), e design de Yves Béhar.
Todas as unidades foram enviadas com um kit de desenvolvimento de software gratuitamente, além de permitir que o seu hardware seja alterado livremente pelo utilizador.

## História

### Anúncio
O Ouya foi anunciado ao público em 10 de julho de 2012, como um console de videogames criado por um time de profissionais, conforme a CEO de Boxer8, Julie Uhrman. No mesmo dia, uma campanha foi iniciada no site de financiamento coletivo Kickstarter, para a arrecadação de 950 mil dólares para medirem quantas pessoas estavam interessadas no projeto. A Boxer8 confirmou ter um protótipo em funcionamento com um monitor HUD. O aparelho foi projetado para funcionar com o Android 4.0, mas poucos dias depois a Google anunciou o Android Jelly Bean 4.1.1, assim final de outubro foi anunciado que o Ouya que viria com a nova versão, com algumas mudanças, como o fato de utilizar uma loja exclusiva ao invés do Google Play.
O console mostrou ter configurações de hardware alta, e veio com o preço de 99 dólares (95 dólares para aqueles que "pré-compraram" através do Kickstarter). Após oito horas do início da campanha, Boxer8 atingiu sua meta, o valor total de arrecadação foi $8,596,474. Assim, de acordo com o Kickstarter, o Ouya atingiu o recorde de melhor performance no primeiro dia. tornando-se o oitavo projeto no Kickstarter a angariar mais que 1 milhão de dólares.
A página da campanha no Kickstarter também continha uma introdução ao console, incluindo amostras do controle touchpad de 3 polegadas, a placa-mãe e a interface na loja Ouya, mostrando vários jogos de criadores independentes com o potencial de aparecerem na plataforma, incluindo Minecraft, Canabalt, Super Meat Boy e, outros.
No dia seguinte, 11 de julho de 2012, Ouya ultrapassou em 300% da meta de arrecadação, para um total de $2.850,000 de 22.747 compradores. O time do projeto disse que está prestando atenção no comentários daqueles que pagaram pela campanha, deixando claro que não lançariam um console com tecnologia atrasada.
Finalmente, no dia 25 de junho de 2013, o Ouya foi lançado em várias lojas dos Estados Unidos, Reino Unido e Canadá, como Best Buy, GameStop, Target e Game, por US$99 (aproximadamente R$230), e rapidamente se esgotou na Amazon e na Target. No Brasil o primeiro modelo já apareceu em sites de leilão, por R$650.

## Desenvolvimento
O console foi inicialmente pensado por Julie Uhrman, quando deparou-se com a migração dos desenvolvedores de jogos dos consoles para os aparelhos portáteis, devido ao ambiente mais aberto. Uhrman imaginou se seria possível utilizar o sistema operacional aberto, o Android, em um console e, ao conversar com outras pessoas da área decidiu iniciar a criação do Ouya.

## Características
O Ouya tem como objetivo a abertura do mercado de consoles, por esse motivo, algumas de suas principais características incluem um hardware modificável de baixa entrada, um SDK gratuito para todos os donos do produto e, a possibilidade de reproduzir a maior parte dos jogos já existentes para celulares Android. O console possui um controle sem fio semelhante ao de outros já existentes, com duas alavancas analógicas, um direcional digital, oito botões de ação e um touchpad de 3 polegadas no seu centro.Obs:Recentemente, vazaram várias imagens do Ouya na internet... E com isso, acabou sendo revelado o cancelamento do primeiro design do joystick, que consistia em ter 4 botões desenhados com quatro círculos (um em cada, com cores diferentes). Em vez disso, o controle do novo console foi redesenhado e agora seus botões terão as letras O,U,Y e A sobre eles. As cores dos botões que formam a palavra OUYA são vermelho, azul, verde e laranja.
Um dos requerimentos para se poder publicar um novo jogo através da loja virtual do console é que pelo menos uma parte do conteúdo do mesmo deve ser de acesso gratuito.
Também foi confirmado que o console terá um ciclo de lançamento anual, com uma nova versão mais moderna e potente lançada a cada ano. Entretanto, todo o conteúdo poderá ser transferido de uma versão para outras do console.

### Especificações técnicas
- Processador Tegra 3 quad-core
- 1GB RAM
- 8GB de memória interna
- Conexão HDMI para a TV, com suporte a 1080p
- Wi-Fi 802.11 b/g/n
- Bluetooth LE 4.0
- Múltiplos USB 2.0
- Controle sem-fio com dois sticks analógicos, d-pad, oito botões de ação, um botão de sistema, e touchpad de 3 polegadas

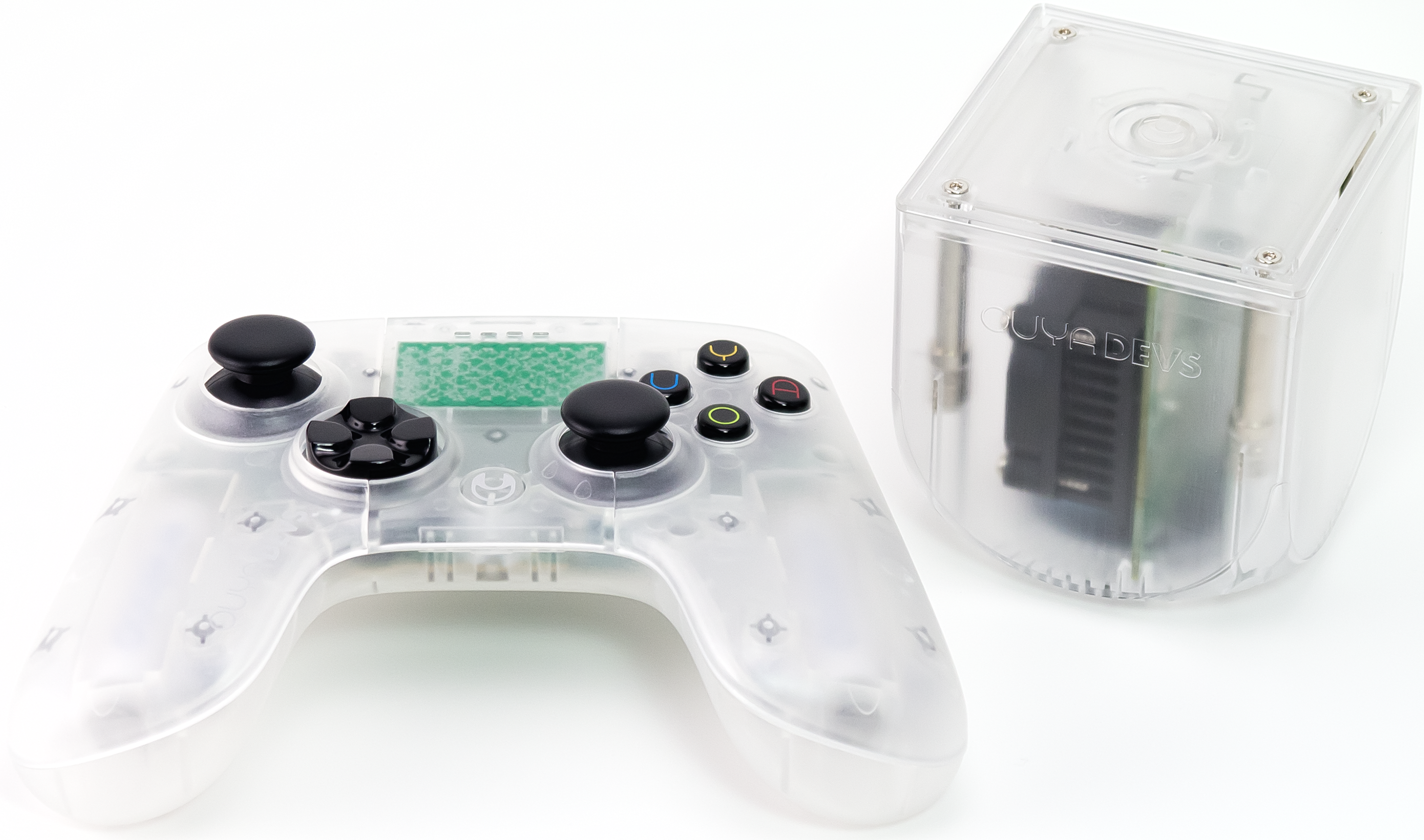
OUYA Developer Console

- Android Jelly Bean 4.1

## Crítica e recepção

### Pré-lançamento
Em seu texto para o site para desenvolvedores de jogos eletrônicos, Gamasutra, Kris Graft discute a validade do Ouya como uma tecnologia disruptiva. Graft passa pelos vários atributos que qualificariam uma tecnologia como disruptiva, de acordo com Clayton M. Christensen, no final dando uma pontuação ao produto, qualificando-o como disruptivo (posição no mercado, preço baixo, facilidade de uso etc.). Para Graft, o preço baixo do Ouya "é um componente chave para ser considerado uma tecnologia disruptiva, já que isso inerentemente abre o mercado a uma nova população de consumidores", porém ele critica o fato da plataforma cobrar uma taxa de 30% sobre o preço de qualquer transação realizada em sua loja, "o modelo central da companhia parece emular a estratégia do mercado digital atual adotada pelos donos de consoles, PC e portáteis." O que ele considera algo negativo, pois irá manter o status quo do mercado atual.
Ian Fisch, também para o site Gamasutra, escreveu uma lista de críticas ao futuro console, chamando a iniciativa negativamente de "inocente". Em seu texto, Fisch cita sete razões pelas quais acredita que o Ouya não será um sucesso, entre elas: a quantidade de jogos de qualidade do Android é muito baixa; desenvolvedores independentes não irão preencher esse vazio e os jogos estão se distanciando da televisão. Uma de suas maiores críticas sendo o fato de que esse console não terá como competir com os consoles de gerações atuais, assim como com o computador pessoal.

## Curiosidade
O console vem com um folheto laranja no interior de sua caixa com frases que dependem da maneira como foi adquirido.
| Frase original                 | Tradução livre               | Forma de aquisição                                     |
| ------------------------------ | ---------------------------- | ------------------------------------------------------ |
| "Thank you for believing"      | "Obrigado por acreditar"     | Para aqueles que compraram a versão "KS" (Kickstarter) |
| "And so begins the revolution" | "E assim começa a revolução" | Consumidores posteriores                               |
| "Free the games"               | "Libere os jogos"            | Consumidores do Reino Unido/Europa                     |